# Cheilotrichia monstrosa
Cheilotrichia monstrosa är en tvåvingeart som beskrevs av Bangerter 1947. Cheilotrichia monstrosa ingår i släktet Cheilotrichia och familjen småharkrankar. Inga underarter finns listade i Catalogue of Life.